# 崇德街道
崇德街道，是中华人民共和国云南省昆明市禄劝彝族苗族自治县下辖的一个街道。

## 历史
2019年12月12日，昆明市人民政府批准屏山街道析置为屏山街道、崇德街道，2020年1月23日崇德街道正式成立。

## 行政区划
崇德街道下辖以下地区：
地多社区、崇德社区、角家营社区、硝井村、马鞍鞒村、六合村和岔河村。